# Mihails Damskis
Mihails Damskis (auch Michail Damsky; * 5. Augustjul. / 18. August 1913greg. in Riga; † unbekannt) war ein lettischer Fußballspieler.

## Karriere und Leben
Mihails Damskis wurde im Jahr 1913 in Riga in die Familie des Kaufmanns Meier Damskis (1879–?) und seiner Frau Esther (geb. Pesa, 1885–?) geboren. Er war mit Judes Damskis (geb. Lewin) verheiratet. Er besuchte das Rauchvarger Gymnasium in Riga.
Damskis begann 1931 für die Riga Vanderers in der Virslīga, der höchsten lettischen Fußballspielklasse zu spielen. Nach der Vizemeisterschaft mit den Vanderers in der Saison 1932 hinter dem ASK Riga, wechselte Damskis 1933 zum Aufsteiger Hakoah Riga. Nach zwei Spielzeiten für Hakoah legte Damskis 1935 eine einjährige Fußballpause ein. Von 1936 bis 1940 spielte er danach für Makkabi Riga. 
Im Zweiten Weltkrieg war er im Ghetto Riga.

## Weblink
- Lebenslauf bei kazhe.lv (lettisch)

| Personendaten    | Personendaten                        |
| ---------------- | ------------------------------------ |
| NAME             | Damskis, Mihails                     |
| ALTERNATIVNAMEN  | Damsky, Michail                      |
| KURZBESCHREIBUNG | lettischer Fußballspieler            |
| GEBURTSDATUM     | 18. August 1913                      |
| GEBURTSORT       | Riga, Gouvernement Livland           |
| STERBEDATUM      | 20. Jahrhundert oder 21. Jahrhundert |